# Meconopsis simplicifolia
Meconopsis simplicifolia là một loài thực vật có hoa trong họ Anh túc. Loài này được (D. Don) Walp. mô tả khoa học đầu tiên năm 1842.

## Hình ảnh

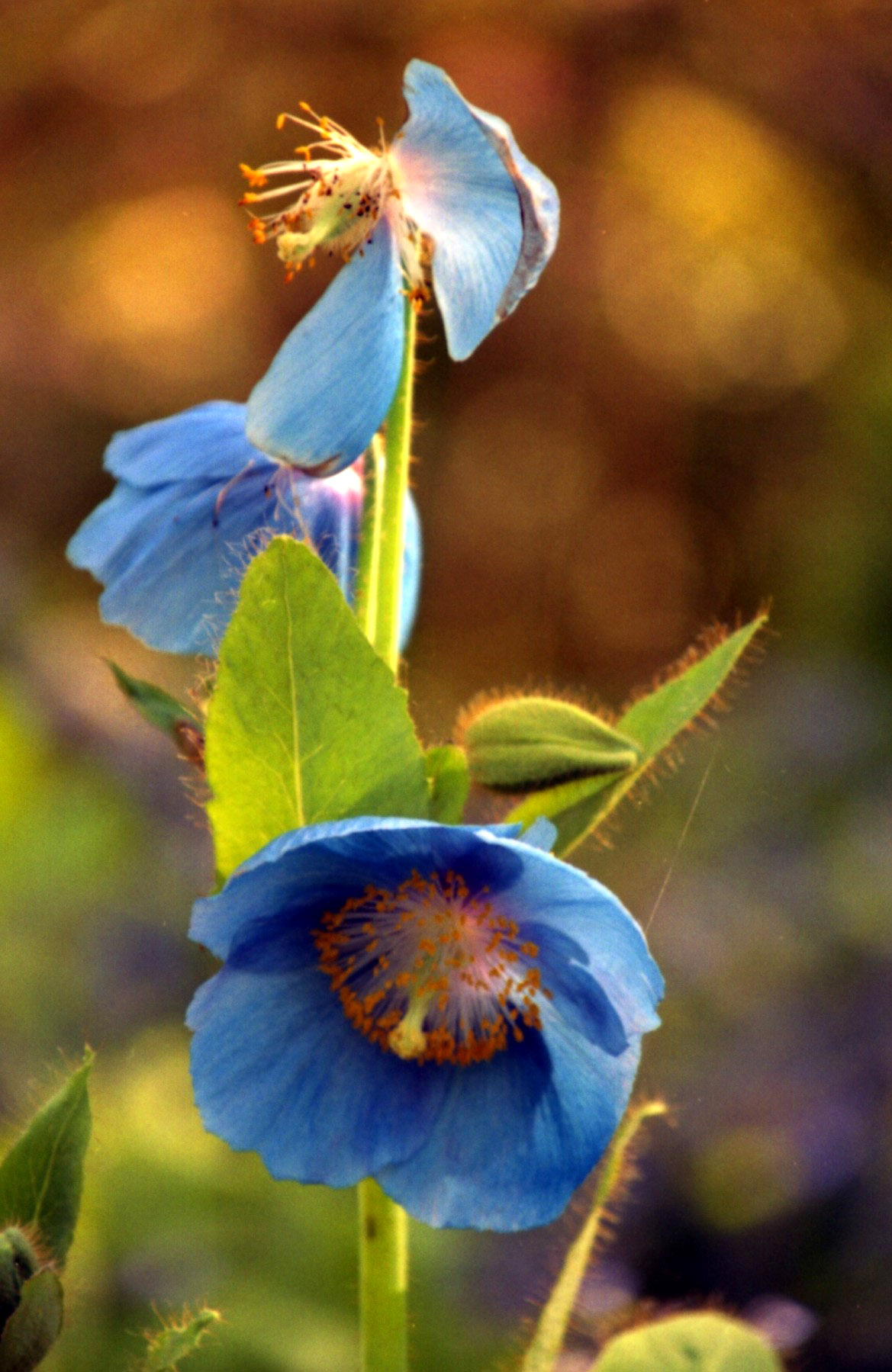
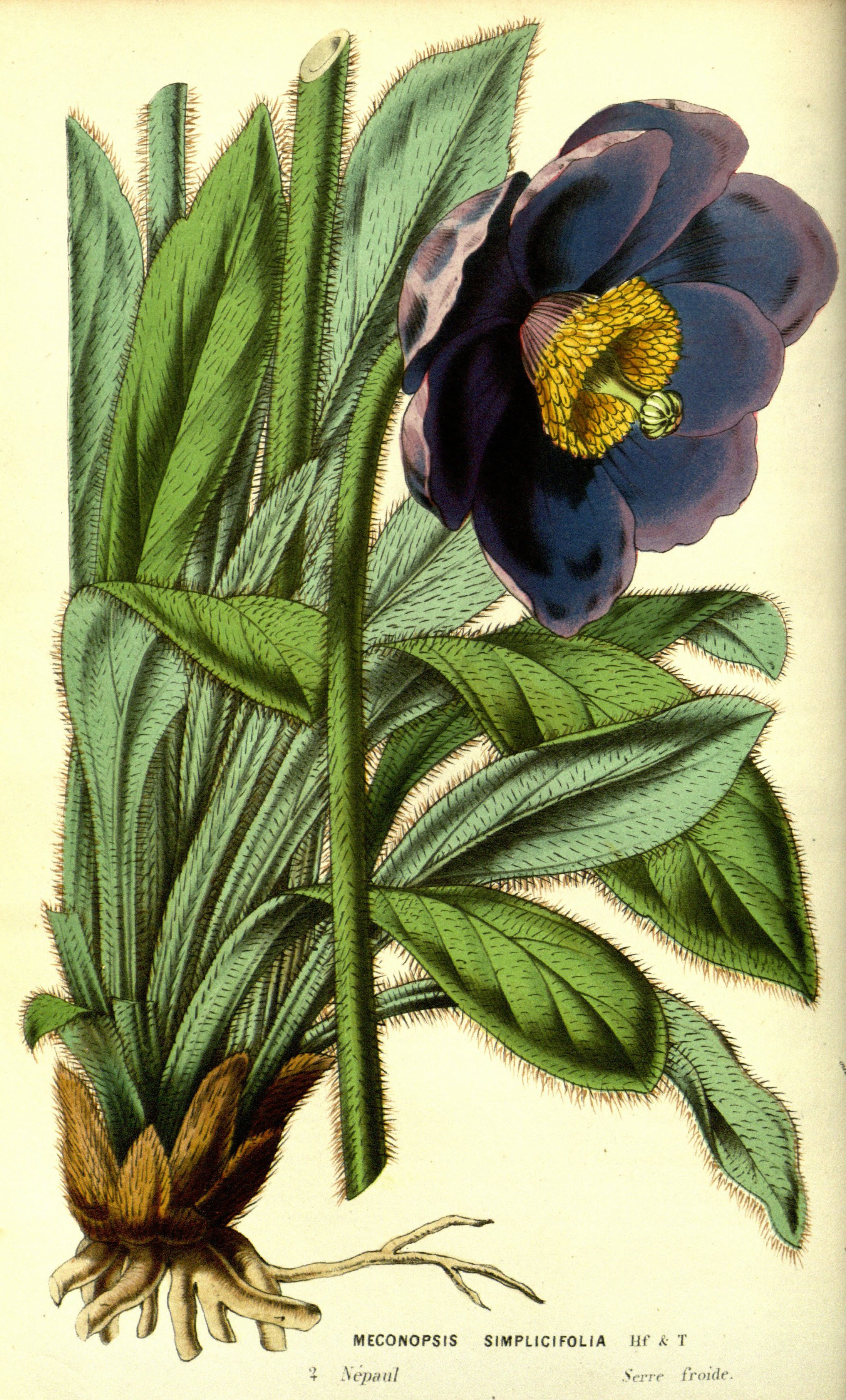